# RBC (hockeyclub)
De Rotterdamsche Bonds Club (RBC) was een hockeyclub uit Rotterdam. De club ging in 1973 samen met twee andere Rotterdamse hockeyclubs op in HC Rotterdam. 
RBC werd op 1 september 1924 opgericht door een aantal docenten uit de Bond van Lichamelijke opvoeding, die sport onder de jeugd probeerde te bevorderen. De naam van de club is hiermee verklaard. In de beginjaren speelde het vrij onbekende RBC in de onderbonden en pas in 1942 promoveerden zowel de heren als de dames naar de tweede klasse van de KNHB. Vlak na de oorlog kende de club een reeks tegenslagen, maar in de jaren 50 keerde het tij. In 1954 werden de dames kampioen van de tweede klasse en het jaar daarop kampioen van de promotieklasse. De club mocht aantreden in de Eerste klasse west en daardoor spelen tegen topclubs als TOGO, HHIJC en Amsterdam. In deze jaren had de club ongeveer 160 leden.
Meer uit kostenbesparing dan uit bundeling van de krachten fuseerde de club voor aanvang van het seizoen in 1973 met Maasstad-Rotterdam Hockey Combinatie en HC Hillegersberg tot HC Rotterdam. De club bleef echter wel spelen op sportcomplex Laag Zestienhoven tot de verhuizing van HCR in 2001.
Huidig: Delfshaven · Feijenoord · Leonidas · Ommoord · Rotterdam · Tempo '34 · Victoria
Voormalig: Aeolus · HC Hillegersberg · RBC · MRHC